# Fabián Canobbio
Ernesto Fabián Canobbio Bentaberry, mest känd som Nestor Canobbio, född 8 mars 1980 i Montevideo i Uruguay, är en uruguayansk fotbollsspelare som spelar som mittfältare för Progreso.
Nestor påbörjade karriären i CA Progreso 1997 där han under tre säsonger imponerade tillräckligt på CA Peñarol för att skriva kontrakt med dem 2001. Där stannade han två säsonger och gjorde 73 matcher och 26 mål.
2003 gick han till Valencia där han under en säsong mest var med som utbytare, innan han 2004 hamnade hos Celta Vigo. Han har gjort över 100 matcher och 20 mål för klubben.